# Élections générales britanniques de 2024 en Écosse
Des élections générales britanniques ont lieu le 4 juillet 2024 en vue d'élire la 59e législature du Parlement du Royaume-Uni.

## Sondages

Sondages sur les élections générales en Écosse depuis 2019

## Résultats
| Parti                    | Parti                    | Votes     | %    | +/-  | Sièges | +/-           |  |
| ------------------------ | ------------------------ | --------- | ---- | ---- | ------ | ------------- |  |
|                          | Parti travailliste       | 851 897   | 35,3 | 16,7 | 37     | 36            |  |
|                          | Parti national écossais  | 724 758   | 30,0 | 15   | 9      | 39            |  |
|                          | Parti conservateur       | 307 344   | 12,7 | 12,4 | 5      | 1             |  |
|                          | Libéraux-démocrates      | 234 228   | 9,7  | 0,2  | 6      | 2             |  |
|                          | Reform UK                | 167 979   | 7,0  | 6,5  | 0      | en stagnation |  |
|                          | Vert                     | 92 685    | 3,8  | 2,8  | 0      | en stagnation |  |
|                          | Parti Alba               | 11 784    | 0,4  | Nv.  | 0      | en stagnation |  |
|                          | Autres                   |           |      | –    |        | –             |  |
|                          |                          |           |      |      |        |               |  |
| Votes valides            |                          |           |      |      |        |               |  |
| Votes blancs et nuls     |                          |           |      |      |        |               |  |
| Total                    | Total                    |           | 100  | –    | 57     | 2             |  |
| Abstentions              |                          |           |      |      |        |               |  |
| Inscrits / participation | Inscrits / participation | 4 077 752 | 59,0 |      |        |               |  |